# Bertrand Gachot
Pour les articles homonymes, voir Gachot.
Bertrand Gachot, né le 23 décembre 1962 à Luxembourg, est un ancien pilote automobile franco-belge. Malgré une carrière forte de 47 départs en Formule 1 entre 1989 et 1995 et d'une victoire aux 24 Heures du Mans 1991, il est aussi connu pour son algarade avec un taxi britannique qui permit à Michael Schumacher de le remplacer et d'effectuer ses débuts en F1 en 1991.

## Biographie

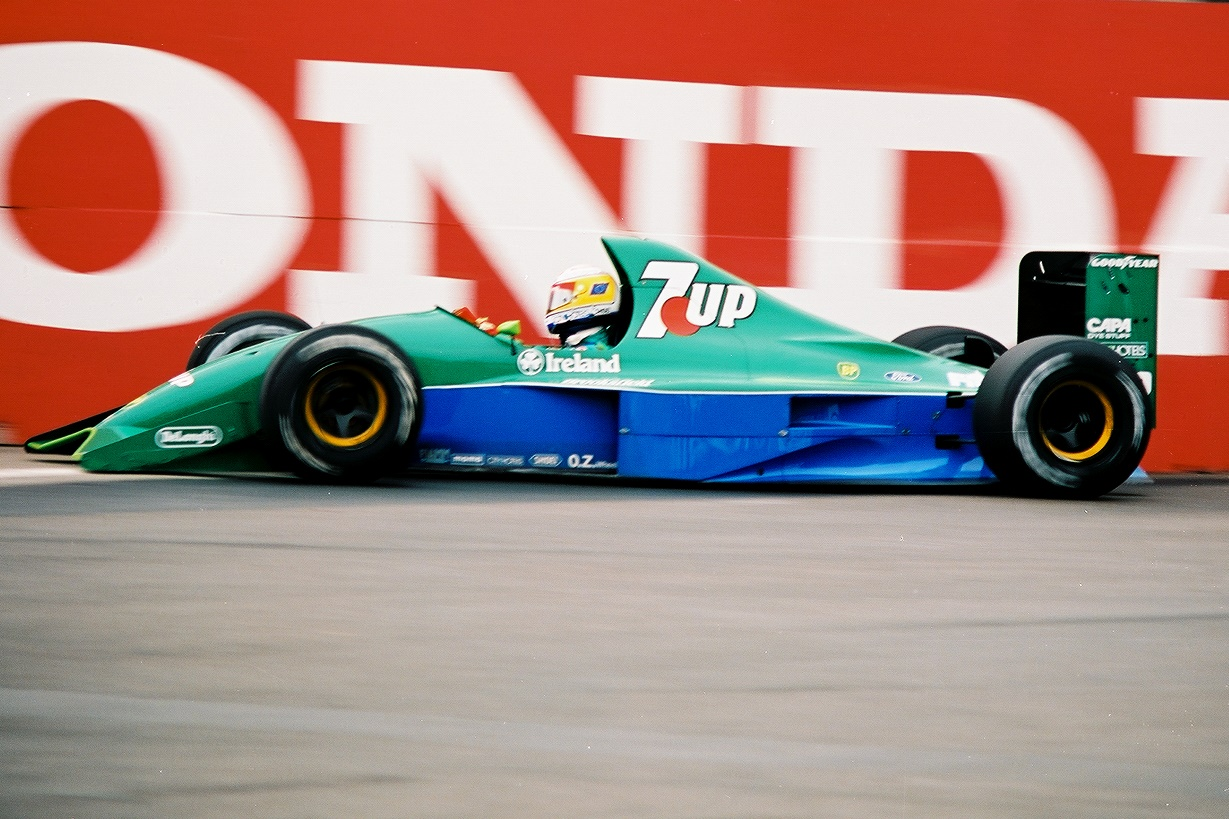
Bertrand Gachot sur Jordan 191 au GP des États-Unis en 1991.

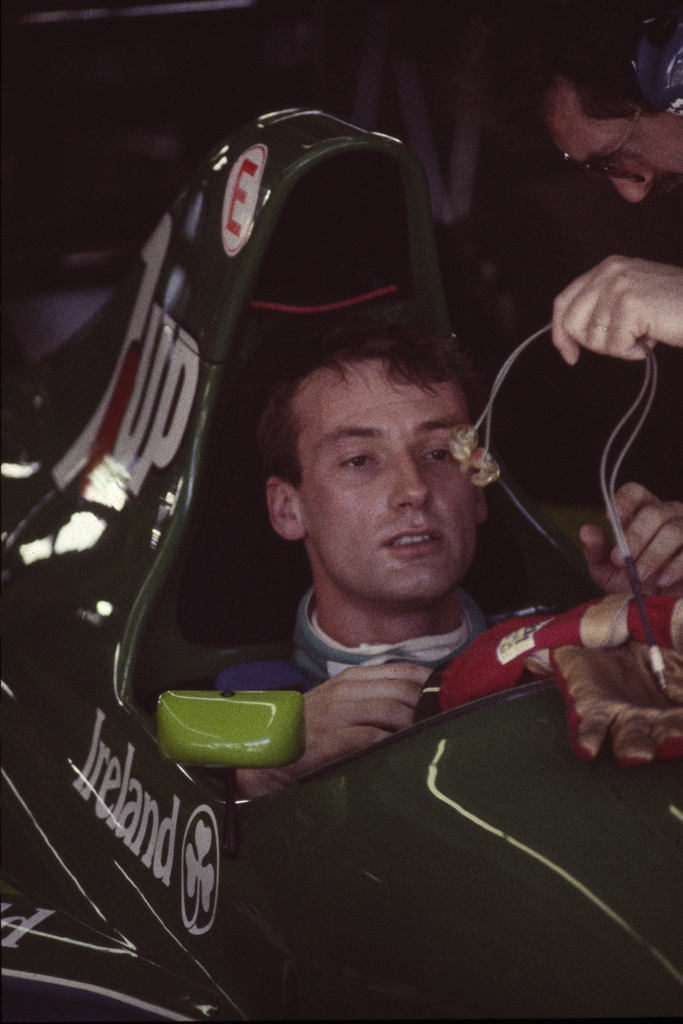
Bertrand Gachot en 1991.

Né à Luxembourg, d'un père français et d'une mère allemande, Bertrand Gachot passe sa jeunesse à Bruxelles où il étudie à l'École européenne d'Uccle, son père travaillant au sein des institutions de la CEE. Il a la nationalité française mais court sous licence belge. Il commence en compétition en 1984 dans le championnat Benelux de Formule Ford où il court pour l'écurie néerlandaise VTT Racing qui aligne une Reynard. Auteur d'un prometteur début de carrière, marqué notamment par un titre dans le championnat britannique de Formule Ford en 1985 et la deuxième place du championnat britannique de Formule 3 derrière Johnny Herbert en 1987, Bertrand Gachot accède à la Formule 1 en 1989, au sein de la nouvelle écurie Onyx.
Malgré des performances correctes compte tenu de son matériel et de la densité de la concurrence, il est limogé peu avant la fin de saison par son patron Jean-Pierre van Rossem qui lui reproche officiellement des déclarations faites à la presse. Il termine la saison chez Rial Racing avant de trouver refuge en 1990 chez Coloni où il ne parvient pas à se qualifier.
La carrière de Gachot semble en mesure de décoller en 1991 lorsque, grâce à ses soutiens financiers, il obtient un des deux volants de la prometteuse équipe irlandaise Jordan Grand Prix qui débute en Formule 1. Au Grand Prix du Canada, quelques jours après avoir remporté les 24 Heures du Mans sur la Mazda à moteur Wankel, il inscrit les points de la cinquième place avant d'enchaîner deux sixièmes places en Grande-Bretagne et en Allemagne. Puis, en Hongrie, il réalise le meilleur tour en course. Ces performances tombent à point puisque, pour des raisons budgétaires, sa place chez Jordan est menacée.
Tout bascule quelques jours avant le Grand Prix de Belgique après une algarade avec un chauffeur de taxi à Londres. Alors que Bertrand Gachot conduit sa propre voiture, le chauffeur de taxi l'insulte ; Bertrand Gachot l'asperge de gaz lacrymogène, ce qui constitue un délit d'agression avec arme ; Gachot est condamné à une peine de 18 mois de prison ferme par la Baronne Butler-Sloss, Lord juge britannique, et immédiatement incarcéré. Ses avocats demandent une libération sous caution pour qu'il puisse courir le championnat jusqu'à la date de l'appel, ses sponsors belges estimant pouvoir prêter 500 000 livres sterling ; la demande de caution est refusée quelques jours plus tard,.
Au Grand Prix de Belgique, tandis que son écurie le remplace par le débutant allemand Michael Schumacher, l'affaire Gachot est un des principaux sujets de discussion et de nombreux acteurs du monde de la Formule 1 se mobilisent pour dénoncer la sévérité de la sanction. La peine est finalement réduite de moitié en appel par les lords britanniques, le Baron Lane (en), le Baron Roch et Sir Auld (en) qui, devant lui, condamnent un violeur à six mois de détention. Bertrand Gachot est libéré pour bonne conduite au bout de deux mois de détention.
De retour dans le paddock en fin de saison, à l'occasion du Grand Prix du Japon, Gachot pense récupérer sa place mais Eddie Jordan a engagé l'Italien Alessandro Zanardi qui apporte un complément budgétaire et lui oppose une fin de non-recevoir.
Gachot dispute l'ultime Grand Prix de la saison en Australie sur une Larrousse, en remplacement d'Éric Bernard, accidenté au Japon et reste chez Larrousse pour disputer l'intégralité de la saison 1992. Malgré une sixième place au Grand Prix de Monaco, il se fait surtout remarquer par ses nombreux accidents.

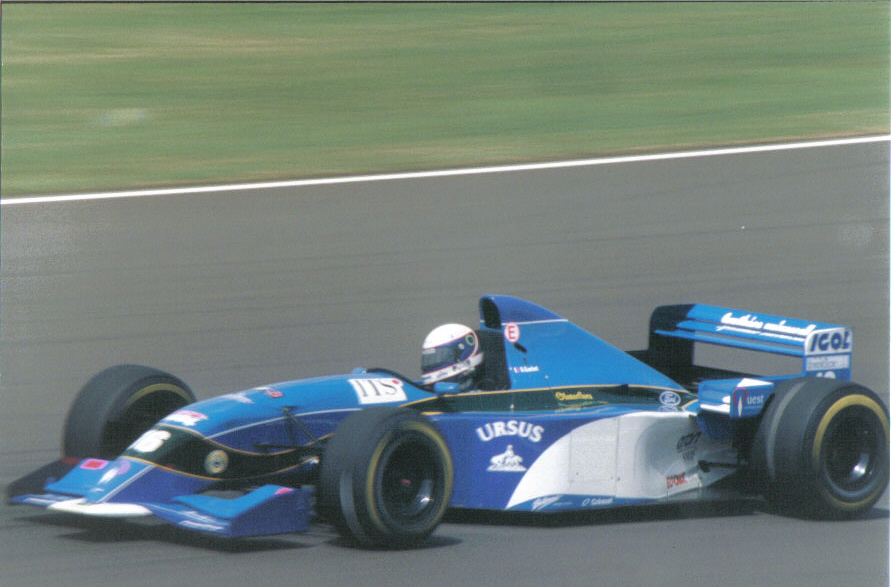
Bertrand Gachot sur Pacific au GP de Grande-Bretagne 1995.

En 1993, sans volant en Formule 1, il fait une pige en CART chez Dick Simon Racing (en) pour remplacer Lyn St. James qui enchaîne les mauvais résultats ; douzième de l'épreuve, l'expérience n'est pas prolongée. Quelques mois plus tard Maurício Gugelmin qui avait remplacé Gachot chez Jordan en 1992, devient titulaire.
En 1994, Bertrand Gachot devient pilote et actionnaire de l'écurie Pacific Racing ; il se qualifie pour cinq courses, sans jamais rallier l'arrivée. En 1995, le remplacement du moteur Ilmor par un Ford lui permet de prendre onze départs et de rallier l'arrivée à deux reprises. Durant la saison, pour des raisons financières, il doit laisser son volant à Giovanni Lavaggi en Allemagne, Hongrie, Italie puis Belgique puis à Jean-Denis Delétraz au Portugal et au Grand Prix d'Europe. Il dispute les trois derniers Grands Prix de la saison, concluant sa carrière en Formule 1 avec la huitième place à Adélaïde.
En 1996 et 1997, il dispute quelques courses en All Japan Grand Touring Car.

## Reconversion
Bertrand Gachot s'installe à Marbella et, en 1997, investit dans la marque de boisson énergétique Hype Energy Drinks qu'il rachète en 1998. L'entreprise réalise ses meilleures ventes a Dubaï et devient sponsor de Force India puis Racing Point F1 Team (également Force India esport puis Racing Point esport). Hype sponsorise également l'équipe bruxelloise Epsilon Esports (Counter-Strike et Fifa).

## Résultats en championnat du monde de Formule 1
| Saison | Écurie                                 | Châssis       | Moteur                     | Pneus    | GP disputés | Points inscrits | Classement |
| ------ | -------------------------------------- | ------------- | -------------------------- | -------- | ----------- | --------------- | ---------- |
| 1989   | Moneytron Onyx Formula One Rial Racing | ORE-1 ARC2    | Cosworth V8                | Goodyear | 5           | 0               | Nc.        |
| 1990   | Subaru Coloni Racing Coloni Racing     | FC189B FC189C | Subaru Flat-12 Cosworth V8 | Pirelli  | 0           | 0               | Nc.        |
| 1991   | Team 7Up Jordan Larrousse F1           | 191 91        | Cosworth V8                | Goodyear | 10          | 4               | 12e        |
| 1992   | Central Park Venturi Larrousse         | LC92          | Lamborghini V12            | Goodyear | 16          | 1               | 17e        |
| 1994   | Pacific Grand Prix Ltd                 | PR01          | Ilmor V10                  | Goodyear | 5           | 0               | Nc.        |
| 1995   | Pacific Grand Prix Ltd                 | PR02          | Cosworth V8                | Goodyear | 11          | 0               | Nc.        |

| 1989          | Moneytron Onyx Formula One     | Onyx ORE-1             | Ford DFR 3.5 V8          | BRA Npq | SMR Npq | MON Npq | MEX Npq | USA Npq | CAN Npq | FRA 13  | GBR 12  | GER Nq  | HUN Abd | BEL Abd | ITA Abd | POR     | ESP     |         |         |       | NC  | 0 |
| 1989          | Rial Racing                    | Rial ARC2              | Ford DFR 3.5 V8          |         |         |         |         |         |         |         |         |         |         |         |         |         |         | JPN Nq  | AUS Nq  |       | NC  | 0 |
| 1990          | Subaru Coloni Racing           | Coloni C3B             | Subaru 1235 F12          | USA Npq | BRA Npq | SMR Npq | MON Npq | CAN Npq | MEX Npq | FRA Npq | GBR Npq |         |         |         |         |         |         |         |         |       | NC  | 0 |
| 1990          | Coloni Racing Srl              | Coloni C3C             | Ford DFR 3.5 V8          |         |         |         |         |         |         |         |         | GER Npq | HUN Npq | BEL Nq  | ITA Nq  | POR Nq  | ESP Nq  | JPN Nq  | AUS Nq  |       | NC  | 0 |
| 1991          | Team 7UP Jordan                | Jordan 191             | Ford HB4 3.5 V8          | USA 10  | BRA 13  | SMR Abd | MON 8   | CAN 5   | MEX Abd | FRA Abd | GBR 6   | GER 6   | HUN 9   | BEL     | ITA     | POR     | ESP     | JPN     |         |       | 13e | 4 |
| 1991          | Larrousse F1                   | Lola LC91              | Ford DFR 3.5 V8          |         |         |         |         |         |         |         |         |         |         |         |         |         |         |         | AUS Nq  |       | 13e | 4 |
| 1992          | Central Park Venturi Larrousse | Venturi Larrousse LC92 | Lamborghini 3512 3.5 V12 | RSA Abd | MEX 11  | BRA Abd | ESP Abd | SMR Abd | MON 6   | CAN DSQ | FRA Abd | GBR Abd | GER 14  | HUN Abd | BEL 18  | ITA Abd | POR Abd | JPN Abd | AUS Abd |       | 19e | 1 |
| 1994          | Pacific Grand Prix Ltd         | Pacific PR01           | Ilmor 2175A 3.5 V10      | BRA Abd | PAC Nq  | SMR Abd | MON Abd | ESP Abd | CAN Abd | FRA Nq  | GBR Nq  | GER Nq  | HUN Nq  | BEL Nq  | ITA Nq  | POR Nq  | EUR Nq  | JPN Nq  | AUS Nq  |       | NC  | 0 |
| 1995          | Pacific Grand Prix Ltd         | Pacific PR02           | Ford EDC 3.0 V8          | BRA Abd | ARG Abd | SMR Abd | ESP Abd | MON Abd | CAN Abd | FRA Abd | GBR 12  | GER     | HUN     | BEL     | ITA     | POR     | EUR     | PAC Abd | JPN Abd | AUS 8 | NC  | 0 |
| Légende : ici |                                |                        |                          |         |         |         |         |         |         |         |         |         |         |         |         |         |         |         |         |       |     |   |

## Résultats aux 24 Heures du Mans
| Année | Écurie                    | Copilotes                                          | Voiture         | Catégorie | Tours | Class. Gal | Class. Cat. |
| ----- | ------------------------- | -------------------------------------------------- | --------------- | --------- | ----- | ---------- | ----------- |
| 1990  | Mazdaspeed Co. Ltd.       | Volker Weidler Johnny Herbert                      | Mazda 787       | GTP       | 148   | Abd        | Abd         |
| 1991  | Mazdaspeed Co. Ltd.       | Volker Weidler Johnny Herbert                      | Mazda 787B      | C2        | 362   | 1er        | 1er         |
| 1992  | Mazdaspeed Co. Ltd. Oreca | Johnny Herbert Volker Weidler Maurizio Sandro Sala | Mazda MXR-01    | C1        | 336   | 4e         | 4e          |
| 1994  | Kremer Honda Racing       | Armin Hahne Christophe Bouchut                     | Honda NSX       | GT2       | 257   | 14e        | 6e          |
| 1995  | Honda Motor Co. Ltd.      | Armin Hahne Ivan Capelli                           | Honda NSX GT1   | GT1       | 7     | Abd        | Abd         |
| 1997  | Kremer Racing             | Christophe Bouchut Andy Evans                      | Porsche 911 GT1 | GT1       | 207   | Abd        | Abd         |

## Résultats en CART
| Année | Écurie            | 1   | 2   | 3   | 4    | 5   | 6   | 7   | 8   | 9      | 10  | 11  | 12  | 13  | 14  | 15  | 16 | Classement | Points |
| ----- | ----------------- | --- | --- | --- | ---- | --- | --- | --- | --- | ------ | --- | --- | --- | --- | --- | --- | -- | ---------- | ------ |
| 1993  | Dick Simon Racing | SRF | PHX | LBH | INDY | MIL | DET | POR | CLE | TOR 12 | MIS | NHM | ROA | VAN | MDO | NZR | LS | 34e        | 1      |

## Résultats en Formule 3000
| Année | Écurie              | 1       | 2     | 3       | 4     | 5       | 6       | 7       | 8     | 9     | 10    | 11    | Classement | Points |
| ----- | ------------------- | ------- | ----- | ------- | ----- | ------- | ------- | ------- | ----- | ----- | ----- | ----- | ---------- | ------ |
| 1988  | Spirit/TOM's Racing | JER Abd | VAL 2 | PAU Abd | SIL 2 | MNZ Abd | PER Abd | BRH Abd | BIR 5 | BUG 4 | ZOL 6 | DIJ 4 | 5e         | 21     |

## Distinctions
- 1991 : Champion de Belgique des conducteurs, titre décerné par le Royal Automobile Club de Belgique (RACB).

## Nationalité sportive

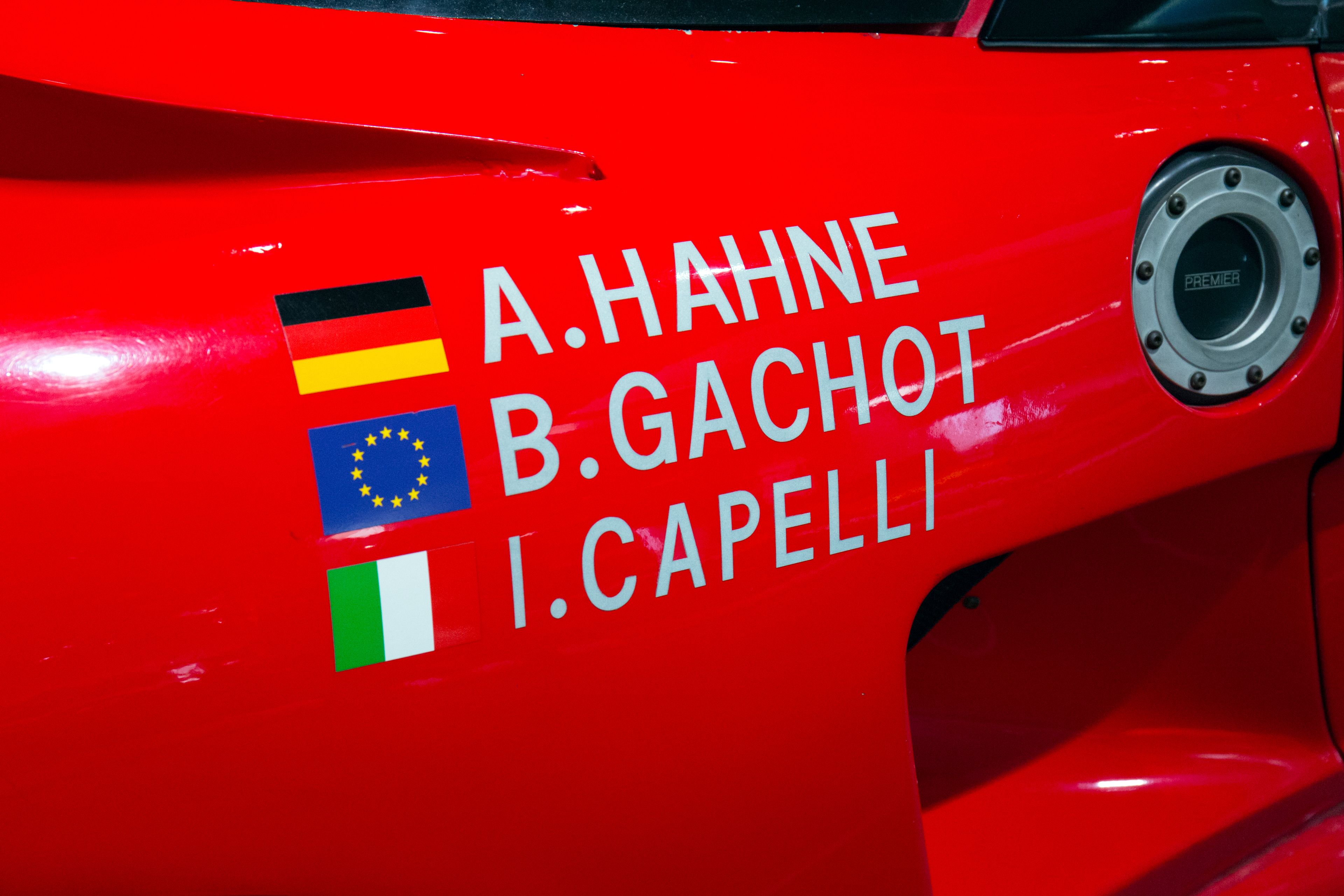
En 1995, Bertrand Gachot affiche le drapeau européen sur la carrosserie de sa Honda NSX GT1 pour les 24 Heures du Mans.

Né au Luxembourg d'un père français et d'une mère allemande, élevé en Belgique (son père était un haut fonctionnaire à la Commission européenne), Gachot détient une superlicence belge jusqu'en 1992, date à partir de laquelle il court sous licence française.